# Kangarli
 Kangarli  (azerí: Kəngərli) é um dos cinquenta e nove rayones nos que subdivide politicamente a República do Azerbaijão, e que está localizado na República Autônoma de Naquichevão. Foi criado no mês de março de 2004. Sua cidade capital é a cidade de Givrakh.
O nome Kangarli foi aplicado originalmente a uma tribo turca que fundou um canato regional (1747-1829) que governou a zona da capital em Macu no que hoje é o Irã.

## Território e População
Possui uma superfície de 682 quilômetros quadrados, os quais são o lugar de uma população composta por umas 26.100 pessoas. Por onde, a densidade populacional se eleva a cifra dos 38,27 habitantes por cada quilômetro quadrado deste rayon.